# Poblana ferdebueni
Poblana ferdebueni là một loài cá trong họ Atherinidae. Đây là loài bản địa México.